# Kreis Kolmar i. Posen

Der Kreis Kolmar i. Posen von 1818 bis 1920

Der Kreis Kolmar i. Posen (bis 1877 Kreis Chodziesen) bestand von 1818 bis 1920 im Regierungsbezirk Bromberg in der preußischen Provinz Posen. Sitz der Kreisverwaltung war die Stadt Kolmar i. Posen (bis 1877 Chodziesen). Das Kreisgebiet lag am Nordwestrand der Provinz Posen beiderseits der Netze und gehört heute zur polnischen Woiwodschaft Großpolen.
Von 1939 bis 1945 war der Kreis im vom Deutschen Reich besetzten Polen unter dem Namen Landkreis Kolmar (Wartheland) als Teil des neu eingerichteten Reichsgaus Wartheland nochmals errichtet.

## Verwaltungsgeschichte
Das Gebiet um die Städte Chodziesen und Schneidemühl gehörte nach der Ersten Teilung Polens von 1772 bis 1807 zum Kreis Deutsch Krone im Netzedistrikt in der preußischen Provinz Westpreußen.
Durch den Frieden von Tilsit fiel dieses Gebiet 1807 an das Herzogtum Warschau und kam nach dem Wiener Kongress am 15. Mai 1815 an Preußen zurück. Im Rahmen der preußischen Provinzialbehörden-Verordnung vom 30. April 1815 und ihren Ausführungsbestimmungen kam der Südteil des alten Kreises Deutsch Krone zum Regierungsbezirk Bromberg der Provinz Posen. Aus diesem Gebiet wurde zum 1. Juli 1816 der Kreis Czarnikau gebildet. Bei einer weiteren Kreisreform in der Provinz Posen wurde im Wesentlichen aus der Osthälfte des Kreises Czarnikau unter Hinzufügung kleinerer Teile anderer Kreise zum 1. Januar 1818 der neue Kreis Chodziesen gebildet. Zum Kreis Chodziesen kamen dabei die Städte Budsin, Chodziesen, Margonin, Samotschin, Schneidemühl und Usch, die Domänenämter Podstolitz und Zelgniewo (Selgenau) sowie eine größere Zahl von adligen Gütern. Sitz des Landratsamtes wurde zunächst Schneidemühl und ab 1821 Chodziesen.
Als Teil der Provinz Posen wurde der Kreis Chodziesen am 18. Januar 1871 Teil des neu gegründeten Deutschen Reichs. Bei der Reichstagswahl 1871 siegte der konservative Kandidat Adelbert von der Schulenburg-Filehne. Am 6. März 1877 wurden der Kreis sowie die Kreisstadt nach dem damaligen Landrat Axel von Colmar in Kolmar i. Posen umbenannt. Am 1. April 1914 schied die Stadt Schneidemühl aus dem Kreis aus und wurde ein eigener Stadtkreis.
Am 27. Dezember 1918 begann in der Provinz Posen der Großpolnische Aufstand der polnischen Bevölkerungsmehrheit gegen die deutsche Herrschaft, Anfang Januar 1919 wurde die Kreisstadt Kolmar zweimal vorübergehend polnisch besetzt. Bis auf den Süden des Kreisgebietes um die Stadt Budsin blieb der Kreis Kolmar aber unter deutscher Kontrolle.
Am 16. Februar 1919 beendete ein Waffenstillstand die polnisch-deutschen Kämpfe, und am 28. Juni 1919 trat die deutsche Regierung mit der Unterzeichnung des Versailler Vertrags drei Viertel des Kreises (898 km²) mitsamt der Kreisstadt Kolmar offiziell an das neu gegründete Polen ab. Deutschland und Polen schlossen am 25. November 1919 ein Abkommen über die Räumung und Übergabe der abzutretenden Gebiete ab, das am 10. Januar 1920 ratifiziert wurde. Die Räumung des abzutretenden Kreisgebietes und Übergabe an Polen erfolgte zwischen dem 17. Januar und dem 4. Februar 1920. Die Kreisstadt Kolmar wurde am 19. Januar 1920 von Polen übernommen. Aus dem größten Teil des Kreises Kolmar i. Posen wurde der polnische Powiat Chodzieski; lediglich die Gemeinden Schönfeld, Stöwen und Usch Hauland aus dem Nordteil des Kreises verblieben ebenso wie der Stadtkreis Schneidemühl im Deutschen Reich und kamen zur preußischen Provinz Grenzmark Posen-Westpreußen. Schönfeld kam zum Kreis Flatow; Stöwen und Usch Hauland kamen zum neugebildeten Netzekreis.

## Ausdehnung und Einwohnerentwicklung
Der Kreis hatte bis zum Ausscheiden der Stadt Schneidemühl im Jahre 1914 eine Fläche von 1193 km².
| Jahr | Einwohner | Quelle |
| ---- | --------- | ------ |
| 1818 | 22.898    | [ 5 ]  |
| 1846 | 45.718    | [ 6 ]  |
| 1871 | 52.750    | [ 7 ]  |
| 1890 | 60.057    | [ 8 ]  |
| 1900 | 66.843    | [ 8 ]  |
| 1910 | 76.020    | [ 8 ]  |

Bei der Volkszählung von 1905 waren die Einwohner zu 79 % Deutsche, zu 18 % Polen und zu 3 % Juden. Ein Teil der deutschen Einwohner verließ nach 1920 den polnischen Powiat Chodzież, ihr Anteil an der Kreisbevölkerung sank bis 1931 auf 28 %.

## Politik

### Landräte
- 1818–183400von Stosch
- 1834–184600Weiß
- 1846–186100Gustav von der Goltz (1799–1868)
- 1861–186800Rudolf von Kehler (1827–1919)
- 1868–186900Heinrich Banke (kommissarisch)
- 1869–188200Axel von Colmar (1840–1911)
- 1882–190200Leo von Schwichow (1836–1902) [9]
- 1902–191900Jobst Henrich von Plettenberg (1866–1921)

### Wahlen
Im Deutschen Reich bildete die Kreise Kolmar und Czarnikau in den Grenzen von 1871 den Reichstagswahlkreis Bromberg 1. Der Wahlkreis wurde bis auf eine Ausnahme immer von den Konservativen gewonnen.

### Kommunale Gliederung
Der Kreis Kolmar besaß sechs (nach dem Ausscheiden von Schneidemühl 1914 fünf) Städte. Die Landgemeinden und Gutsbezirke waren in Polizeidistrikten zusammengefasst.

## Städte und Gemeinden
Vor dem Ersten Weltkrieg umfasste der Kreis Kolmar die folgenden Städte und Landgemeinden:
| - Adolphsheim - Alyrode - Antonienhof - Aschenforth - Athanasienhof - Augustenau - Bergthal - Borowo - Borowo Hauland - Braknitz - Brodden - Budsin, Stadt - Buschkowo - Byschke - Chodschesen, Schloß - Christinchen - Chrostowo - Dziembowo - Erpel - Freirode - Freundsthal - Heliodorowo - Jablonowo Abbau - Jankendorf - Josephowo - Josephsruh - Kahlstädt - Kamionke - Klothildenhof | - Knarrhütte - Kolmar in Posen, Stadt - Kowalewo - Krumke-Neuwerder - Kunkolewo Hauland - Laskowo - Liepe - Lindenwerder - Lipin - Lipin Hauland - Margonin, Stadt - Margoninsdorf - Milsch - Miroslaw - Morzewo - Motylewo - Nalentscha - Neu Strelitz - Neuhütte - Nikolskowo - Ostrowke - Pietronke - Podanin - Podstolitz - Prossen - Radwonke - Ratschin - Rattai - Rownopole | - Rzadkowo - Samotschin, Stadt - Schmilau - Schneidemühl, Stadt (bis 1914) - Schönfeld - Segenfelde - Selgenau - Siebenschlößchen - Smolary - Sokolitz - Stöwen - Strelitz Hauland - Strosewo - Strosewo Hauland - Studsin - Stüsselsdorf - Sypniewo - Usch, Stadt - Usch Hauland - Usch Neudorf - Wilhelmstreu - Wilsbach - Wischin - Wischin Hauland - Wischin Neudorf - Wittkowitz - Zachasberg - Zbyschwitz |

Zum Kreis gehörten außerdem zahlreiche Gutsbezirke. Zu Beginn des 20. Jahrhunderts wurden mehrere Ortsnamen eingedeutscht:
- Borowo Hauland → Waldtal
- Borowo → Waldberg
- Chrostowo → Hohendorf
- Heliodorowo → Helldorf
- Josephowo → Karlshöh
- Kowalewo → Schmiedenau
- Laskowo → Seefeld
- Motylewo → Küddowtal
- Ostrowke → Bismarcksruhm
- Rownopole → Ebenfeld
- Strosewo Hauland → Hermstal
- Strosewo → Kirchdorf
- Sypniewo → Seeort
- Zbyschwitz → Bischwitz

## Der Landkreis Kolmar (Wartheland) im besetzten Polen

### Geschichte

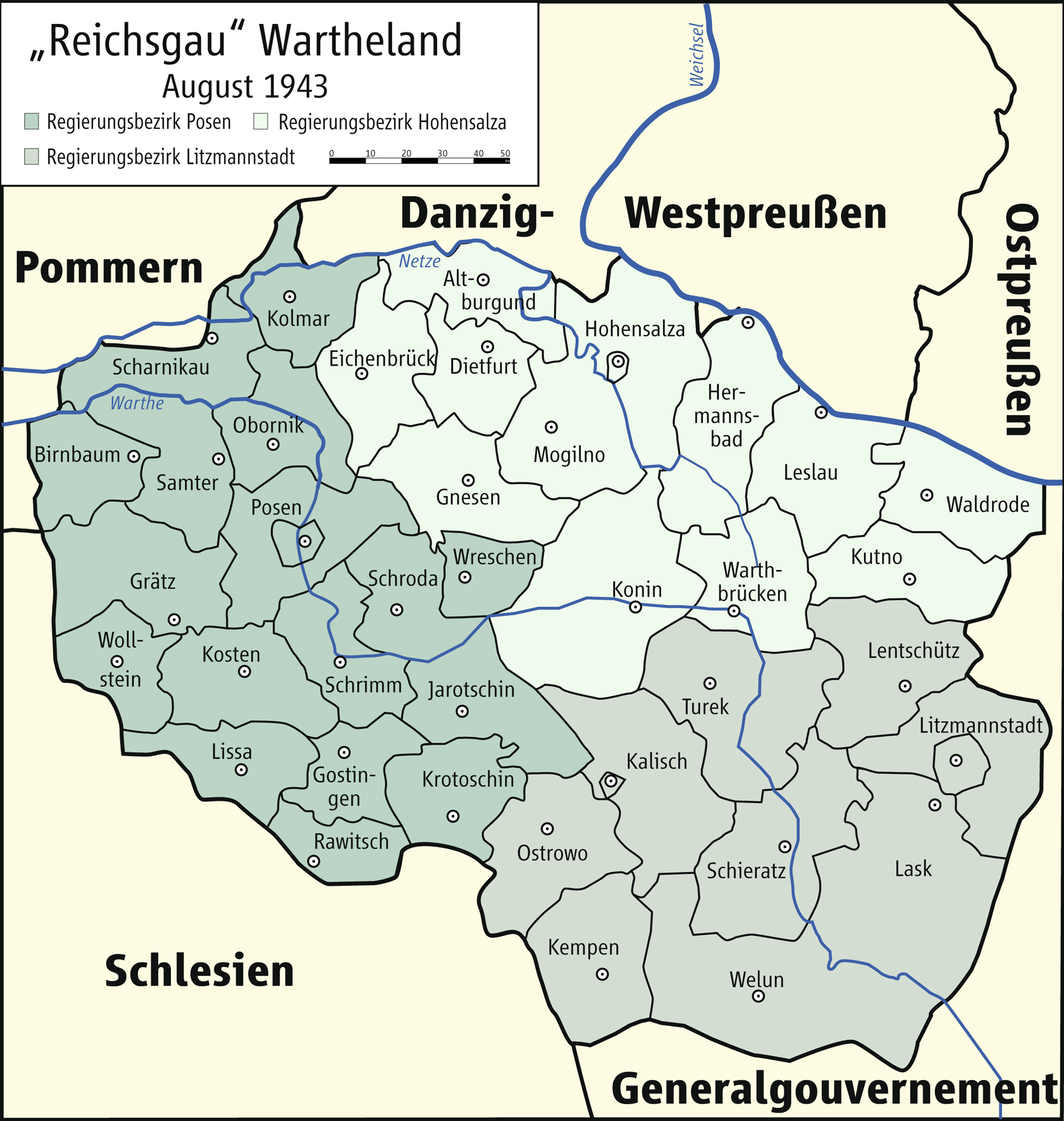
Regierungsbezirke und Kreise im Reichsgau Wartheland

Nach dem Überfall auf Polen im September 1939 wurde das ehemalige Kreisgebiet am 26. Oktober 1939 vom Deutschen Reich annektiert und kam als Landkreis Kolmar (Wartheland) zum Regierungsbezirk Posen im Reichsgau Wartheland. 1939 wurden die 86 Ortschaften des Landkreises zunächst in 22 Amtsbezirken zusammengefasst. Am 1. April 1941 wurde der Amtsbezirk Kolmar-Stadt zur Stadt nach der Deutschen Gemeindeordnung von 1935 ernannt, es folgten am 1. April 1942 der Amtsbezirk Samotschin-Stadt und Usch-Stadt, am 1. April 1943 der Amtsbezirk Margonin-Stadt und am 1. Juli 1943 der Amtsbezirk Budsin-Stadt. Gegen Ende der Besetzung bestand der Landkreis aus fünf Städten und 17 Amtsbezirken.
Laut unveröffentlichtem Erlass des Innenministers vom 29. Dezember 1939 galten zunächst wieder die 1918 gültigen deutschen Bezeichnungen. Am 18. Mai 1943 wurden für alle Orte mit einer Post- oder Bahnstation im Wartheland deutsche Namen festgelegt, wobei es wiederum zu Abweichungen kam.
Das Kreisgebiet wurde im Januar 1945 von der Roten Armee besetzt und wieder Teil Polens.

### Landräte
- 1941–194500 Heinz Mell

### Fläche und Bevölkerung
Der Landkreis Kolmar (Wartheland) besaß eine Fläche von 898 km² und hatte im Jahre 1941 43.074 meist polnische Einwohner. Die deutschen Besatzungsbehörden vertrieben zwischen dem 1. Dezember 1939 und dem 31. Dezember 1943 über 4000 Polen aus dem Gebiet. Die jüdische Bevölkerung wurde in das Generalgouvernement deportiert und dort ermordet. Im Gebiet lebte eine deutsche Minderheit, während der Besetzung wurden zusätzlich Deutsche angesiedelt. Gegen Ende des Zweiten Weltkriegs flüchteten die Deutschen oder wurden vertrieben.